# Matthew Henson

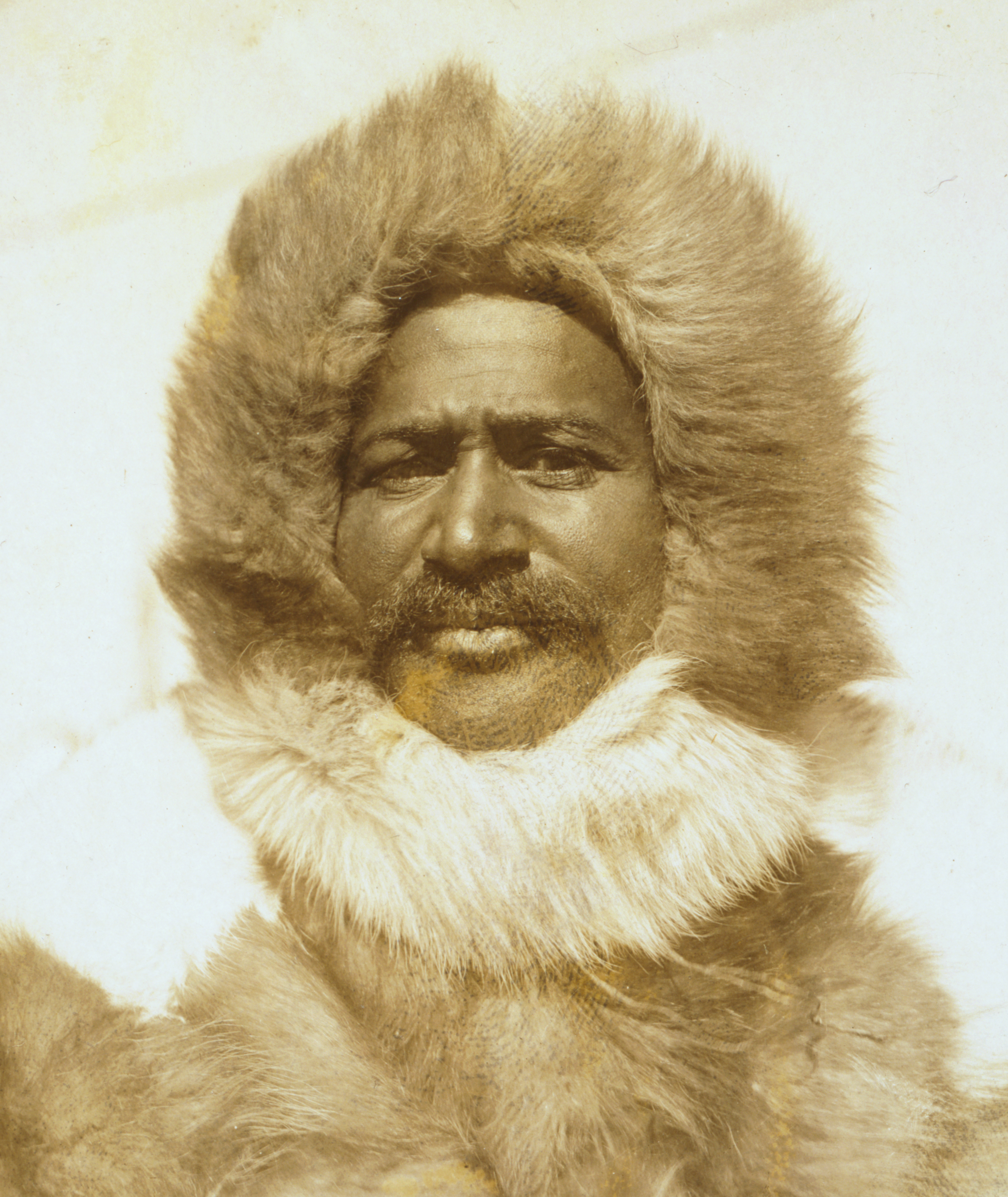
Matthew Henson 1910

Matthew (Mat) Alexander Henson (* 8. August 1866 in Charles County, Maryland, USA; † 9. März 1955 in New York, USA) war ein US-amerikanischer Polarforscher.

## Leben
Henson bereiste bereits in jugendlichem Alter als Matrose die Welt, als Afroamerikaner blieb ihm aber eine Karriere zur See verwehrt.
Als 18-Jähriger kehrte er an die Ostküste zurück und trat als persönlicher Assistent in die Dienste des Leutnants der US-Navy Robert Edwin Peary ein. Auf einer Expedition im Dschungel Nicaraguas erwies sich Henson als außerordentlich tüchtig, woraufhin ihm Peary anbot, ihn auf eine Polarexpedition zu begleiten.
1891 war er Mitglied von Pearys Grönland-Expedition; während dieser erlernte er die Sprache der Inuit und wurde zum Experten für die auf damaligen Polarexpeditionen noch oftmals unterschätzten Hundeschlitten. In den nächsten 20 Jahren war Henson fixer Bestandteil bei jeder Expedition Pearys; hervorzuheben ist jene 1905/1906, bei der es den Männern gelang, so weit wie noch nie ein Mensch vor ihnen in den Norden vorzustoßen: Sie erreichten 87°6' nördliche Breite und waren damit nur mehr 280 km vom Nordpol entfernt.

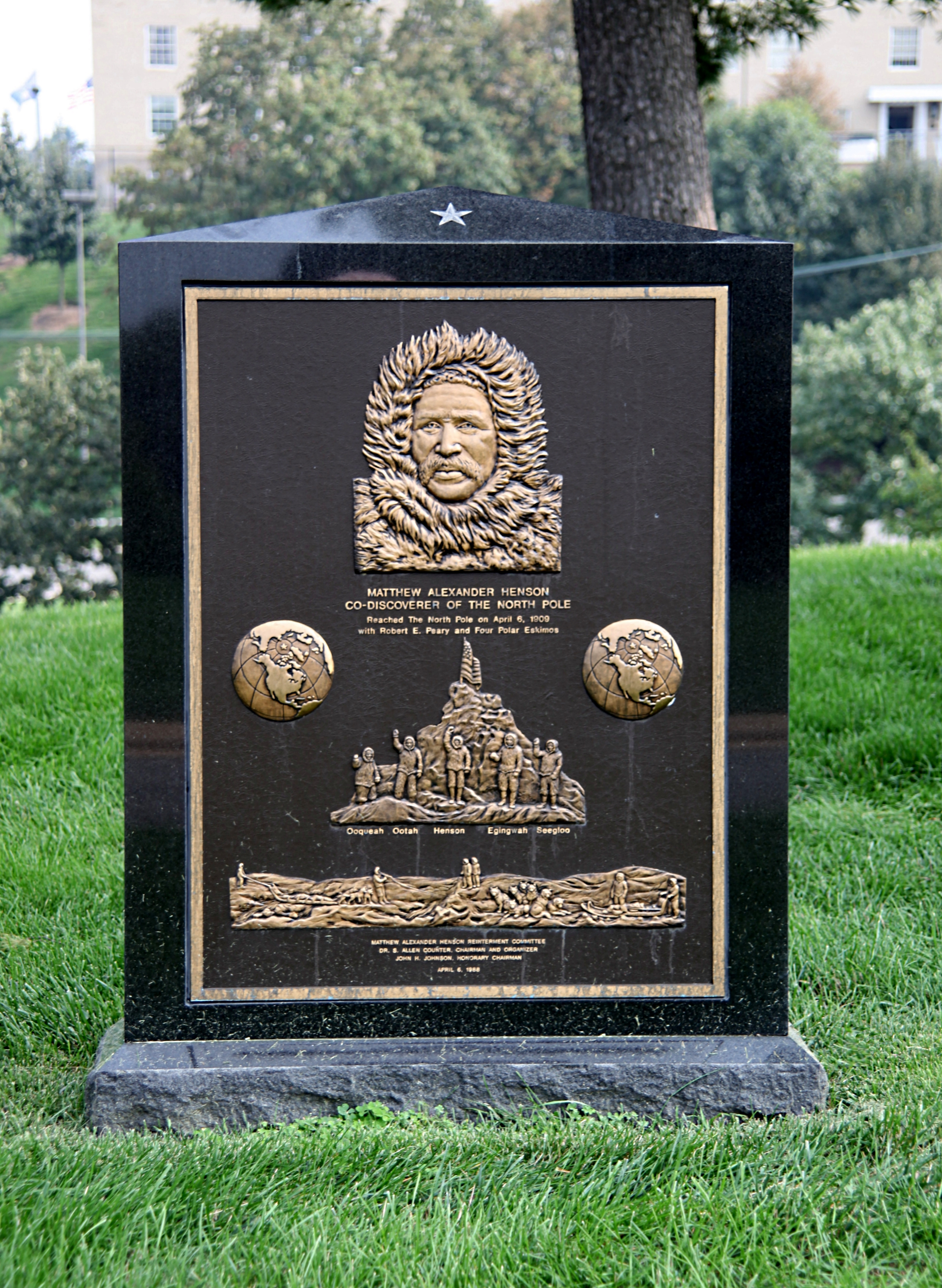
Hensons Grab in Washington, D.C.

Nach der folgenden Polarexpedition 1909 stellte Peary die stark umstrittene Behauptung auf, mit Henson und vier Inuit am 6. April 1909 den Nordpol erreicht zu haben (unter anderem hätte die Expedition dafür einen Abschnitt von 500 Kilometer in sechs bis sieben Tagen zurücklegen müssen, in der fünffachen Geschwindigkeit wie die restlichen, belegten Strecken). Peary hatte für die letzte Etappe ausschließlich Männer als Begleiter ausgewählt, die seine eigenen Positionsbestimmungen nicht überprüfen konnten. In seinem Expeditionstagebuch sind ausgerechnet die beiden Seiten für die letzten zwei Tage vor dem angeblichen Erreichen des Pols nicht mehr ausgefüllt. Der berühmte Eintrag, der angeblich das Erreichen des Pols dokumentiert (the pole at last) wurde von ihm auf einen losen Zettel geschrieben, nicht ins Tagebuch.
Anders als Peary erlangte Henson zu Lebzeiten aufgrund seiner Hautfarbe jedoch nie den Weltruhm, der ihm gebührte. 1912 verfasste er sein erstes Buch A Negro Explorer at the North Pole. Darin beschreibt er sich selbst als allgemeiner Assistent, geschickter Handwerker, Dolmetscher und Arbeiter. 1947 folgte seine Autobiographie Dark Companion.
Die nächsten 30 Jahre arbeitete Henson auf Anregung von Theodore Roosevelt als Angestellter im US-Zollamt in New York. 1937 wurde Henson als Mitglied in den renommierten Explorers Club in New York aufgenommen, und 1948 wurde er zum Ehrenmitglied ernannt, von denen es jährlich nur 20 gibt. 1944 verlieh der Kongress ihm und fünf weiteren Peary-Helfern Duplikate der Peary Polar Expedition Medal, einer Silbermedaille, die Peary verliehen wurde.
Henson starb am 9. März 1955 verarmt in der Bronx im Alter von 88 Jahren. Er wurde auf dem Woodlawn-Friedhof beigesetzt und hinterließ seine Frau Lucy. Nach ihrem Tod im Jahr 1968 wurde sie mit ihm begraben. Im Jahr 1988 wurden die Leichen beider auf den Nationalfriedhof Arlington umgebettet, begleitet von einer Gedenkzeremonie.

## Ehrungen und Mitgliedschaften

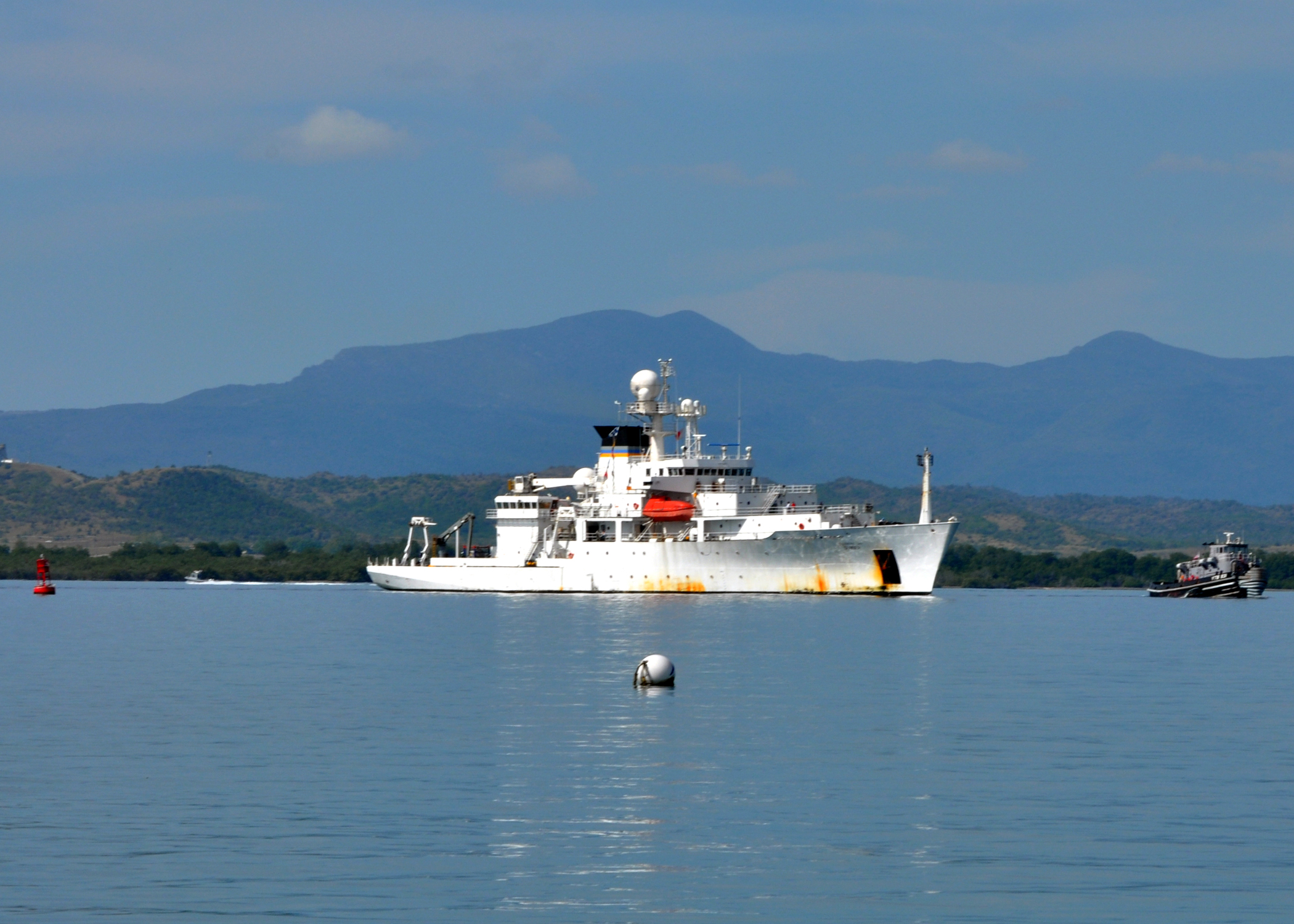
Das Forschungsschiff USNS Henson (2010)

- 1959 wurde eine Gedenktafel für seine Verdienste am Maryland State House angebracht.
- 1976 würdigte ihn Stevie Wonder in seinem Song „Black Man“ auf dem Album Songs in the Key of Life.[1]
- 1988 wurde Hensons Leichnam exhumiert und an der Seite Pearys im Arlington National Cemetery in Washington, D.C. beigesetzt.
- Ein Vermessungsschiff der US-Navy, die USNS Henson, wurde nach ihm benannt. Gleiches gilt für den Mount Henson, einen Berg in der Antarktis.
- Postum ehrte ihn die National Geographic Society im Jahr 2000 mit ihrer höchsten Auszeichnung, der Hubbard-Medaille.
- 2021 wurde der Mondkrater Henson am Südpol des Mondes nach Matthew Henson benannt.[2]
- Matthew Henson war ein Mitglied im Bund der Freimaurer (Celestial Lodge No. 3 in New York).[3]

## Rezeption
Die Pol-Expedition 1909 von Henson und Peary lieferte den Stoff für das Dokumentarstück Die Farbe des Pols von Zeha Schröder, das 2003 durch das Ensemble Freuynde + Gaesdte aufgeführt wurde; Regie führte Frank Dukowski, die Rolle Hensons wurde von Komi Togbonou gespielt.
Der deutsche Comicautor Simon Schwartz verarbeitete die Geschichte Matthew Hensons in der 2012 veröffentlichten Graphic Novel Packeis, die mit dem Max-und-Moritz-Preis ausgezeichnet wurde.
Auch Hugo Pratts Comicfigur Corto Maltese begegnet ihm in der gleichnamigen Serie im dreizehnten Band: Sous le soleil de minuit (dt.: Unter der Mitternachtssonne, Schreiber und Leser, Hamburg 2016).

## Werke
- A Negro Explorer at the North Pole (1912)[6]
- Dark Companion (1947)

## Film
- Ruhm und Ehre